# Johannes Johansson (fabrikör)
Johannes Johansson, född den 8 mars 1841 i Seglora, död den 17 december 1898 i Göteborg, var en svensk grosshandlare och fabrikör verksam i Göteborg.

## Biografi
Johansson föddes i Sjuhäradsbygden och fick i tidiga år delta i vävnadsfabrikation. Han genomgick läroverket i Varberg och därefter Ullman & Bergs skola i Göteborg och fortbildade sig i London och vid handelsinstitutet i Rostock. Därefter fick han 1860 anställning i handelsfirman Carl Sirenius & Co. i Göteborg, men vistades 1864 åter utomlands och bedrev studier i Frankrike och Schweiz. Året därpå bildade han tillsammans med Johan Christopher Carlander fabriks- och grosshandelsfirman Johansson & Carlander som bedrev handel med vävnader i parti och minut. På 1870-talet blev man även delägare i Bettyholms bomullsspinneri i Mölndal och 1880 köpte man Rosenlunds spinneri i Gamlestaden, som då hade gått i konkurs. Det blev grunden till storindustrin Gamlestadens fabriker.
Johannes Johansson gifte sig 1868 med Eleonora Bourn och de fick åtta söner och tre döttrar, bland dem Knut J:son Mark.